# Hadena petroffi
Hadena petroffi là một loài bướm đêm trong họ Noctuidae.